# Espartignac
 Espartignac  (en occitano Espartinhac) es una comuna y población de Francia, en la región de Lemosín, departamento de Corrèze, en el distrito de Tulle y cantón de Uzerche.
Su población en el censo de 2008 era de 381 habitantes.
Está integrada en la Communauté de communes du Pays d'Uzerche.

## Demografía
| 299 | 326 | 321 | 344 | 342 | 385 | 381 |
| Para los censos de 1962 a 1999 la población legal corresponde a la población sin duplicidades (Fuente: INSEE [Consultar]) |     |     |     |     |     |     |

## Puntos de interés
- Arboretum Al Gaulhia